# 1890 en Ontario
Chronologie de l'Ontario
- 1886
- 1887
- 1888
- 1889
- 1890
- 1891
- 1892
- 1893
- 1894

Cette page concerne des événements d'actualité qui se sont produits durant l'année 1890 dans la province canadienne de l'Ontario.

## Politique
- Premier ministre : Oliver Mowat (Parti libéral).
- Chef de l'Opposition: William Ralph Meredith (Parti conservateur).
- Lieutenant-gouverneur: Alexander Campbell
- Législature: 6e (en) puis 7e (en)

## Événements

### Février
- 20 février : le conservateur Walter Humphries Montague est élu député fédéral de Haldimand à la suite de la démission du libéral Charles Wesley Colter pour sa réélection.

### Avril
- 1er avril : l'un des députés conservateur fédéraux de la Cité d'Ottawa William Goodhue Perley (en) est décédé en fonction à Ottawa à l'âge de 69 ans.
- 26 avril : le conservateur Charles Herbert Mackintosh (en) est élu député fédéral de la Cité d'Ottawa à la suite de la mort du même parti William Goodhue Perley (en).

### Mai
- 12 mai : le député conservateur fédéral de Victoria-Sud Adam Hudspeth (en) est décédé en fonction à l'âge de 53 ans.

### Juin
- 5 juin : le Parti libéral d'Oliver Mowat remporte l'élection générale avec une sixième majorité consécutive, malgré la perte par son parti d'un petit nombre de sièges à l'Assemblée législative. Le résultat est de 53 libéraux (y compris 2 libéraux-Equal Rights (en)) et 34 conservateurs (y compris 2 conservateur-equal rights).
- 16 juin : le Diocèse d'Alexandria-Cornwall est maintenant érigé

### Novembre
- 22 novembre : le député libéral provincial de Norfolk-Nord John Bailey Freeman (en) est décédé en fonction à l'âge de 55 ans.

### Décembre
- 18 décembre : le conservateur Charles Fairbairn (en) est élu député fédéral de Victoria-Sud à la suite de la mort du même parti Adam Hudspeth (en) le 12 mai dernier.

### Dates inconnues
- Fondation de la Ligue de hockey de l'Ontario.

## Naissances
- 4 mars : Norman Bethune, médecin († 12 novembre 1939).
- 21 mars : Norman Hipel (en), député provincial de Waterloo-Sud (1930-1943) et ministre du travail (en) (1938-1941) († 16 février 1953).
- 24 mars : Agnes Macphail, députée fédéral de Grey-Sud-Est (1921-1935) et Grey—Bruce (1935-1940), députée provinciale du York-Est (en) (1943-1945, 1948-1951) et première femme à être députée dans l'histoire de l'Ontario et du Canada († 13 février 1954).
- 4 mai : Franklin Carmichael, peintre († 24 octobre 1945).
- 13 septembre : Louis Côté, député provincial d'Ottawa-Vanier (1929-1934) († 2 février 1943).
- 9 octobre : Aimee Semple McPherson, évangéliste († 27 septembre 1944).
- 28 octobre : Louis Orville Breithaupt (en), 18e lieutenant-gouverneur de l'Ontario et député fédéral de Waterloo-Nord (1940-1952) († 12 décembre 1960).

## Décès
- 1er avril : William Goodhue Perley (en), un des députés conservateur fédéraux de la Cité d'Ottawa (1887-1890) (° 4 juin 1820)
- 12 mai : Adam Hudspeth (en), député fédéral de Victoria-Sud (1887-1890) (° 8 décembre 1836)
- 22 novembre : John Bailey Freeman (en), député provincial de Norfolk-Nord (1879-1890) (° 22 août 1835)